# Theodoor Rombouts

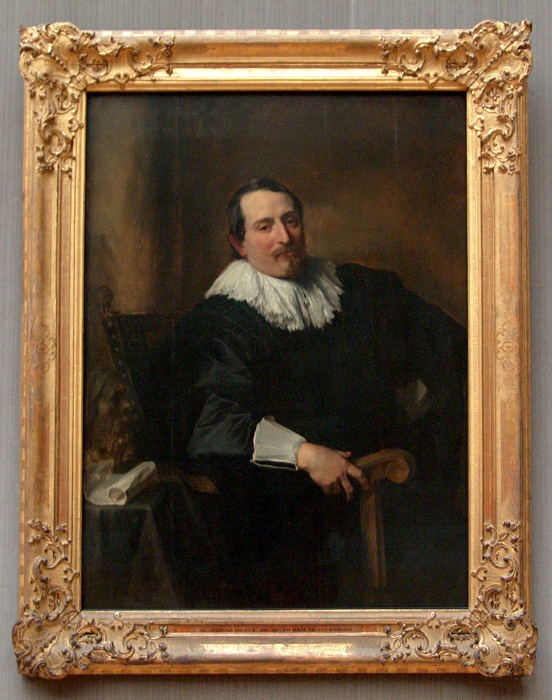
Retrato de Theodoor Rombouts, por Antoon van Dyck

Theodoor Rombouts (2 de julho de 1597 — 14 de setembro de 1637) foi um pintor flamenco do período barroco que especializou-se em cenários do gênero caravaggesco, com pinturas de jogadores de cartas e músicos.
Estudou em Antuérpia, sob a tutela de Abraham Janssens, e esteve na Itália entre 1616 e 1625, período em que foi fortemente influenciado por Caravaggio.